# Stephanocoenia
Stephanocoenia is een geslacht van neteldieren uit de klasse van de Anthozoa (bloemdieren).

## Soort
- Stephanocoenia intersepta (Lamarck, 1836)